# Едвардово
Едвардово (пол. Edwardowo) — село в Польщі, у гміні Мщонув Жирардовського повіту Мазовецького воєводства.
Населення — 35 осіб (2011).
У 1975-1998 роках село належало до Скерневицького воєводства.

## Демографія
Демографічна структура станом на 31 березня 2011 року:
|          | Загалом | Допрацездатний вік | Працездатний вік | Постпрацездатний вік |
| -------- | ------- | ------------------ | ---------------- | -------------------- |
| Чоловіки | 14      | 1                  | 11               | 2                    |
| Жінки    | 21      | 7                  | 11               | 3                    |
| Разом    | 35      | 8                  | 22               | 5                    |